# فهرست قنات‌های شهرستان کنگان
جدول زیر براساس آمار وزارت جهاد کشاورزی تهیه شده‌است. فهرست زیر قنات‌های شهرستان کنگان در استان بوشهر را نشان می‌دهد.
| نام قنات   | موقعیت                  | نزدیک‌ترین روستا | طول قنات (متر) | تعداد میله چاه | عمق مادر چاه | دبی (لیتر بر ثانیه) | سطح زیر کشت (هکتار) |
| ---------- | ----------------------- | --------------- | -------------- | -------------- | ------------ | ------------------- | ------------------- |
| ابسردو     | بخش مرکزی شهرستان کنگان | ابسردو          | ۱۵۰۰           | ۹۰             | ۲۵           | ۹                   | ۱۵                  |
| انارستان   | بخش مرکزی شهرستان کنگان | انارستان        | ۳۵۰۰           | ۱۵۰            | ۱۲           | ۲۰                  | ۴۰                  |
| باد خوار   | بخش مرکزی شهرستان کنگان | باد خوار        | ۴۵۰            | ۸۰             | ۲۵           | ۶                   | ۴                   |
| باریکان    | بخش مرکزی شهرستان کنگان | باریکان         | ۲۵۰۰           | ۳۱۰            | ۳۸           | ۱۵                  | ۲۰                  |
| تشان       | بخش مرکزی شهرستان کنگان | تشان            | ۳۸۰۰           | ۲۵۰            | ۲۵           | ۱۵                  | ۳۵                  |
| حرمی اناری | بخش مرکزی شهرستان کنگان | حرمی اناری      | ۱۰۰۰           | ۴۰             | ۲۰           | ۵                   | ۱۵                  |
| خانچه      | بخش مرکزی شهرستان کنگان | خانچه           | ۲۰۰            | ۱۷۰            | ۳۵           | ۱۱                  | ۶                   |
| دره بان    | بخش مرکزی شهرستان کنگان | دره بان         | ۳۶۰۰           | ۱۶۰            | ۲۵           | ۱۵                  | ۳۰                  |
| دوتولی     | بخش مرکزی شهرستان کنگان | دوتولی          | ۵۰۰            | ۱۰۰            | ۳۵           | ۵                   | ۵                   |
| شهرخاص     | بخش مرکزی شهرستان کنگان | شهرخاص          | ۵۰۰            | ۶۰             | ۲۰           | ۱۴                  | ۱۷                  |
| پدری       | بخش مرکزی شهرستان کنگان | پدری            | ۳۰۰            | ۳۰             | ۲۰           | ۵                   | ۱                   |
| چاهه       | بخش مرکزی شهرستان کنگان | چاهه            | ۵۰۰            | ۵۰             | ۲۵           | ۸                   | ۵                   |
| گندمزار    | بخش مرکزی شهرستان کنگان | گندمزار         | ۱۰۰۰           | ۱۳۰            | ۴۰           | ۷                   | ۱۰                  |